# Andorra i olympiska sommarspelen 2000
Andorra deltog i de olympiska sommarspelen 2000 med en trupp bestående av fem deltagare, tre män och två kvinnor, men ingen av landets deltagare erövrade några medaljer.

## Resultat efter gren

### Friidrott
Maraton herrar
| Namn           | Slutresultat | Slutplacering |
| -------------- | ------------ | ------------- |
| Antoni Bernado | 2:23:03      | 49:e plats    |

1 500 meter löpning damer
| Namn          | Omgång 1 | Semifinal, slutresultat | Slutresultat | Slutplacering |
| ------------- | -------- | ----------------------- | ------------ | ------------- |
| Silvia Felipo | 4:45,32  | -                       | -            | -             |

### Skytte
Trap, herrar
| Namn       | Kvalomgång | Slutresultat | Total | Slutplacering |
| ---------- | ---------- | ------------ | ----- | ------------- |
| Joan Tomas | 101        | -            | -     | 39:e plats    |

### Simning
200 meter frisim, herrar
| Namn         | Försöksheat | Semifinal, slutresultat | Slutresultat | Slutplacering |
| ------------ | ----------- | ----------------------- | ------------ | ------------- |
| Santiago Deu | 1:59,31     | -                       | -            | 51:a plats    |

200 meter individuellt medley, damer
| Namn             | Försöksheat | Semifinal, slutresultat | Slutresultat | Slutplacering |
| ---------------- | ----------- | ----------------------- | ------------ | ------------- |
| Meritxell Sabate | 2:30,41     | -                       | -            | 35:e plats    |